# Ian Gillard
Ian Terry Gillard (Londra, 9 ottobre 1950) è un ex calciatore inglese, di ruolo difensore.

## Carriera

### Club
Cresciuto calcisticamente tra le file del Tottenham, nel 1968 si trasferisce al QPR, con cui debuttò ufficialmente nel mese di novembre. Con il susseguirsi degli anni, creò un legame molto compatto con Dave Clement, divenendo una delle coppie di terzini più forti della First Division. In 14 anni di militanza agli Hoops disputò un totale di 485 gare ufficiali mettendo a segno 20 reti (di cui 11 in competizioni UEFA). Concluse la propria carriera agonistica nel 1986 con indosso la maglia dell'Aldershot.

### Nazionale
Nel 1974 venne convocato nella selezione Under-23 dell'Inghilterra, con cui mise a segno una rete in 5 presenze totali. Date le sue buone prestazioni, l'anno seguente ebbe l'opportunità di giocare con la Nazionale maggiore.